# Haliotis scalaris
Haliotis scalaris is een slakkensoort uit de familie van de Haliotidae. De wetenschappelijke naam van de soort is voor het eerst geldig gepubliceerd in 1814 door Leach.